# Symplectoscyphus rentoni
Symplectoscyphus rentoni is een hydroïdpoliep uit de familie Sertulariidae. De poliep komt uit het geslacht Symplectoscyphus. Symplectoscyphus rentoni werd in 1907 voor het eerst wetenschappelijk beschreven door Bartlett. 